# Allan Quatermain

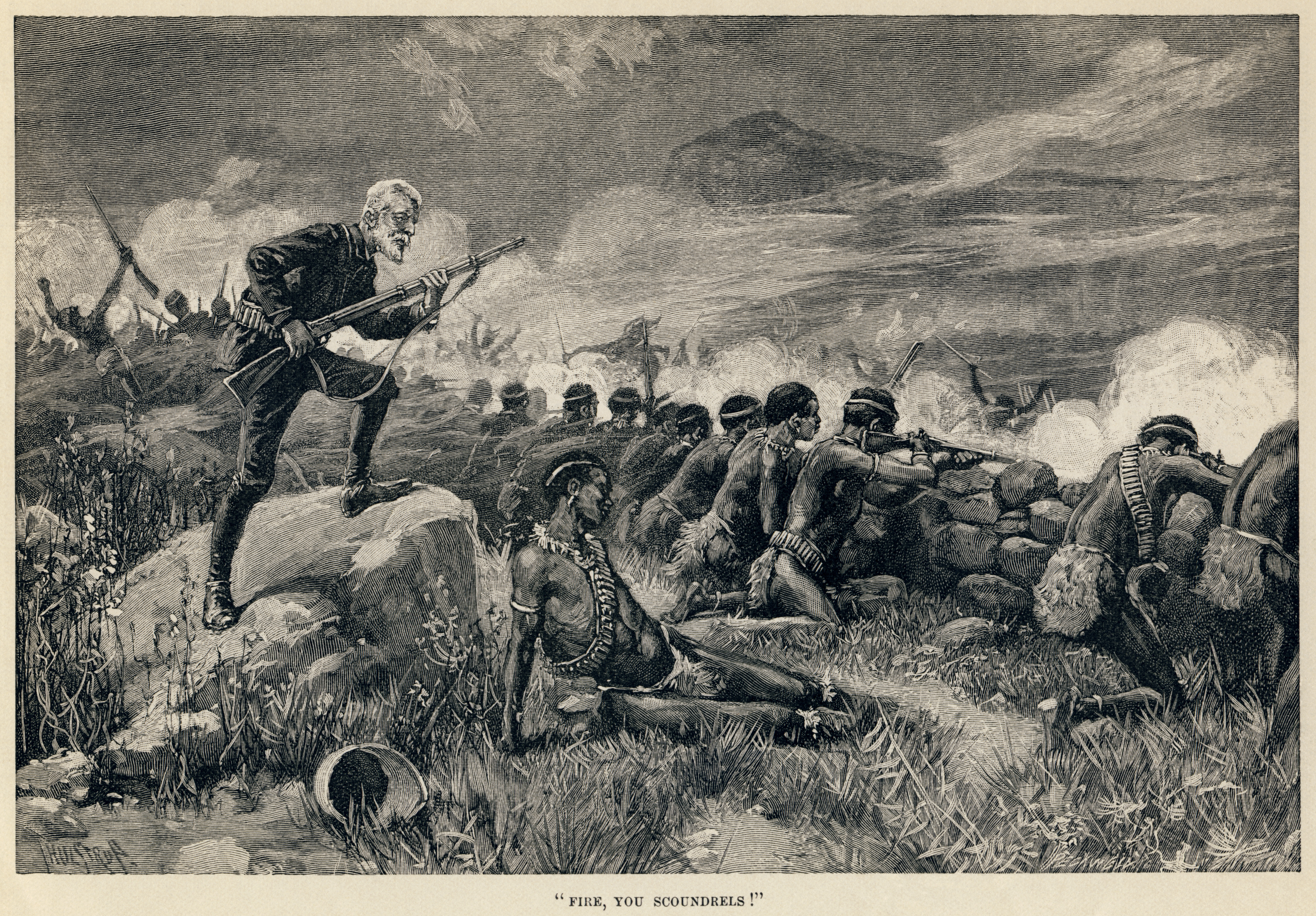

Allan Quatermain é um personagem fictício do livro As Minas do Rei Salomão (escrito por Henry Rider Haggard) entre outras publicações.

## História
Quatermain é um caçador da África do Sul, nascido na Inglaterra. Ele auxilia aos colonizadores a fim de expandirem a civilização no Continente Africano, e também ajuda os nativos em suas tarefas. Quatermain é um homem que gosta de viver fora dos centros urbanos e acha o clima e as cidades inglesas insuportáveis. Ele prefere gastar mais seu tempo na África, onde cresceu sob os cuidados de seu pai viúvo, um missionário cristão. Nos romances iniciais, os nativos africanos chamavam Quatermain de Macumazahn, que significa "Predador Noturno", uma referência a seus hábitos noturnos e instintos afiados. Nos romances posteriores, Macumazahn é adotado como sendo uma forma curta de Macumazana, que significa "O que fica de pé". Quatermain é frequentemente acompanhado pelo seu serviçal nativo, Hottentot Hans, uma espécie de mordomo, esperto e cuidadoso, seu conhecido desde a juventude. Seus comentários sarcásticos oferecem uma crítica afiada às convenções européias. Nas suas aventuras finais, Quatermain se junta à companhia de dois britânicos, Sir Henry Curtis e o Capitão John Good da Marinha Real, e do seu amigo africano Umslopogaas.

## Aparência
Quatermain é pequeno, macérrimo e não chama a atenção por onde passa, com barba e cabelo curto, todo espetado. Sua única habilidade é sua ótima pontaria, que não há igual no mundo. Quatermain sabe que, como caçador profissional, ele ajudou a destruir alguns locais selvagens e livres da África. Quando mais velho, caça sem prazer, pois não tem outra maneira de viver.
Sobre a família de Quatermain, pouco foi escrito. Ele vive em Durban, na África do Sul. Casou-se duas vezes, mas ficou viúvo rapidamente em ambas as vezes. Ele confia a impressão de suas memórias a seu filho Harry, cuja morte ele lamenta na abertura do romance Allan Quatermain. Harry Quatermain é estudante de medicina que morre de varíola enquanto trabalhava em um hospital. Como Haggard não escreveu as aventuras de Quatermain em ordem cronológica, ele errou em alguns detalhes. O nascimento de Quatermain, bate com a data de seu casamento, e data de sua morte não pode coexistir com a data de morte aparente e nascimento de Harry.

## Sequência cronológica das histórias de Haggard
As datas dos eventos na vida de Allan Quatermain's são mostrados a esquerda; as datas de publicação do livro são mostradas a direita.

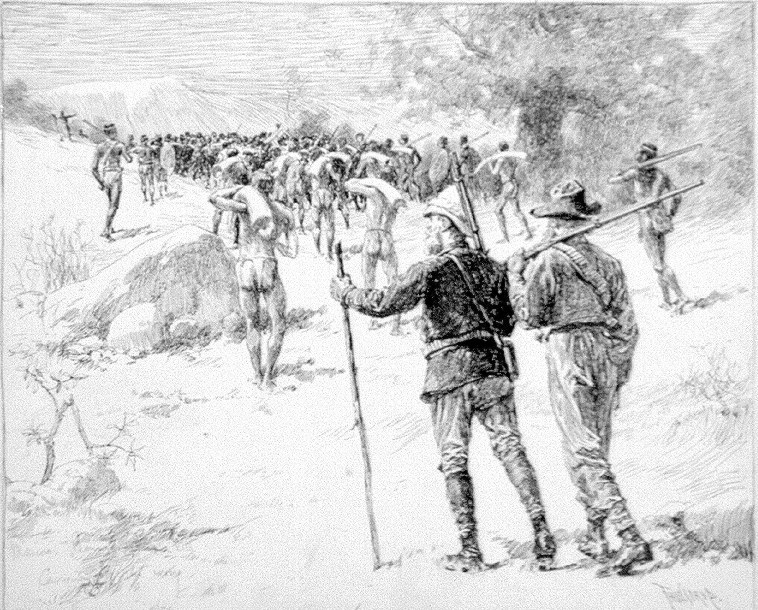
Allan Quatermain (centro) segue seus homens e um carregamento de mafim, em Maiwa's Revenge: or, The War of the Little Hand (1888) - desenhado por Thure de Thulstrup

- 1817: Nascimento de Allan Quatermain
- 1835–1838: Marie (1912)
- 1842–1843: "Allan's Wife", title story in the collection Allan's Wife (1887)
- 1854–1856: Child of Storm (1913)
- 1858: "A Tale of Three Lions", included in the collection Allan's Wife (1887)
- 1859: Maiwa's Revenge: or, The War of the Little Hand (1888)
- 1868: "Hunter Quatermain's Story", included in the collection Allan's Wife (1887)
- 1869: "Long Odds", included in the collection Allan's Wife (1887)
- 1870: The Holy Flower (1915)
- 1871: Heu-heu: or, The Monster (1924)
- 1872: She and Allan (1920)
- 1873: The Treasure of the Lake (1926)
- 1874: The Ivory Child (1916)
- 1879: Finished (1917)
- 1879: "Magepa the Buck", included in the collection Smith and the Pharaohs (1920)
- 1880: King Solomon's Mines (1885)
- 1882: The Ancient Allan (1920)
- 1883: Allan and the Ice-gods (1927)
- 1884–1885: Allan Quatermain (1887)
- c. 18 de junho de 1885: Morte de Allan Quatermain

## Cinema
O personagem Allan Quatermain já esteve presente em 10 filmes sendo interpretado por Cedric Hardwicke, Stewart Granger, Richard Chamberlain e Patrick Swayze, Sean Connery entre outros. A versão mais famosa é a do filme A Liga Extraordinária com uma visão bem diferente do personagem, interpretado por Sean Connery.